# Oskar Bollschweiler
Oskar Bollschweiler (* 1935 in Weimar) ist ein deutscher Vibraphonist. Er lebt in Schramberg.
Er gründete 1957 mit Franz Krisch (1915–1973) das „Krisch-Quartett“ (ab 1965 das „Krisch-Senior-Quartett“.) Bollschweiler spielt mehrere Instrumente. Die musikalische Ausbildung hat er durch seinen Vater erhalten. Seine Vorliebe gilt besonders dem Vibraphon, mit dem er die Musik des Quartetts mitprägte. 
Die größten Erfolge waren der zweimalige Gewinn beim „Ariola Wettbewerb“ 1962/63 in Stuttgart sowie die Teilnahme am internationalen Amateur-Jazzfestival in Wien und Zürich (1963/1964) und der 3. Platz bei den internationalen Schwazer Jazztagen (1963).
Konzertreisen im In- und Ausland.
| Personendaten    | Personendaten          |
| ---------------- | ---------------------- |
| NAME             | Bollschweiler, Oskar   |
| KURZBESCHREIBUNG | deutscher Vibraphonist |
| GEBURTSDATUM     | 1935                   |
| GEBURTSORT       | Weimar                 |